# Algars
L'Algars és un riu de la conca de l'Ebre al límit entre les comarques de la Franja de Ponent i de Terra Alta. Neix als Ports de Beseit dintre del Parc Natural dels Ports, al vessant septentrional del Caro. Passat Nonasp, desemboca com afluent per la dreta al riu Matarranya. Amb 75 km de curs, constitueix frontera entre Catalunya i Aragó al llarg de 35 km.

## Geografia
L'Algars transcorre pels vessants dels termes d'Arnes, Horta de Sant Joan, Caseres, Batea, Queretes, Lledó d'Algars, Arenys de Lledó, Calaceit, Maella, Nonasp i Favara.
A cavall entre Arnes i Horta de Sant Joan rep les aigües del riu dels Estrets, el més cabalós de la seva xarxa fluvial. El Toll del Vidre a prop de Arnes és un espai natural i zona de bany amb accés restringit i aparcaments de pagament.

## L'Espai Natural Protegit de la Ribera de l'Algars

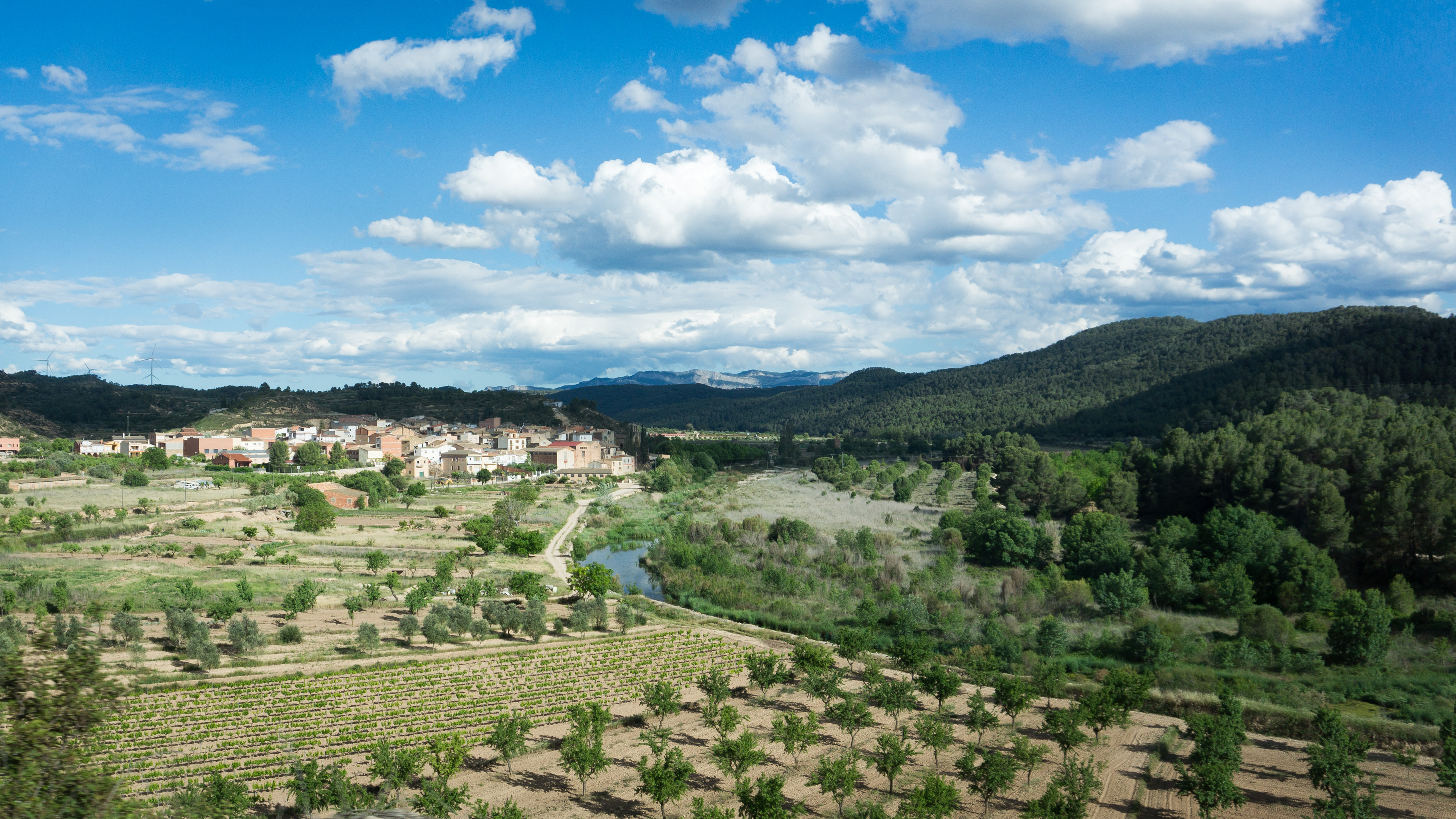
El curs inferior del riu a prop de Caseres

La Ribera de l'Algars és un espai fluvial que se situa en el curs inferior del riu.
Juntament amb el riu Montsant, és un dels rius catalans mediterranis de més interès, en més bon estat de conservació i amb una gran diversitat faunística, que inclou poblacions de peixos ibèrics i de llúdriga. Paisatgísticament, contrasta fortament amb les terres de l'entorn, profundament dedicades a conreus de secà. Com tots els sistemes fluvials mediterranis, és molt sensible a les alteracions.

### Medi físic
L'Algars és un curs d'aigua permanent en què cal subratllar l'amplada del seu llit de sorres i graves. Geològicament està en contacte amb els relleus de les serres prelitorals del sistema mediterrani.

### Biodiversitat
L'Espai presenta un bon estat de conservació dels ecosistemes naturals fluvials, amb poblaments faunístics molt valuosos, en els quals es poden trobar espècies d'especial interès, com és el cas de la llúdriga.

#### Vegetació i flora
Els hàbitats existents a banda i banda del riu d'Algars i la seva zona d'influència en l'àmbit de l'Espai presenten una vegetació de ribera en la qual es troba el pollancre (Populus nigra), l'àlber (Populus alba), algunes petites clapes de senill (Phragmites australis) i salzedes de sarga (Salix elaegnos). La salicària (Lythrum salicaria) és una de les espècies de l'ecosistema de ribera amb una floració més espectacular.

#### Fauna
Aquest Espai no conté una fauna aquàtica molt diversa, però sí que presenta algunes singularitats d'especial interès. L'espai acull un dels nuclis de llúdriga (Lutra lutra) més importants de Catalunya. La comunitat de mamífers és típicament mediterrània i es troba ben conservada.
La fauna ictiològica presenta trets tant mediterranis com de caràcter centreeuropeu, com ara la madrilla (Chondrostoma toxostoma). En general, els seus poblaments de peixos són notables per la diversitat i la productivitat del sistema. També hi és present la tortuga de rierol, com a interessant representant de la fauna herpetològica (Pleurodeles waltl). Pel que fa a la fauna invertebrada, cal assenyalar que, en algunes raconades, s'hi pot trobar encara el cranc de riu europeu (Austropotamobius pallipes)

### Protecció
L'Espai Natural Protegit de la Ribera de l'Algars va ser incorporat al PEIN pel Decret 328/1992. Aquest Espai va ser declarat per primera vegada com a LIC l'any 1997 i com a Zona d'especial protecció per a les aus (ZEPA) l'any 2006 i, posteriorment, va ser ampliat com a espai Natura 2000 mitjançant l'Acord del Govern 112/2006, de 5 de setembre, que aprova la xarxa Natura 2000 a Catalunya.

### Impacte
Entre els principals impactes que tenen lloc en aquest Espai cal assenyalar l'explotació dels aqüífers, que afecten el règim hidrodinàmic, així com la contaminació orgànica de les aigües. D'altra banda, en els mesos estivals, la freqüentació humana a les riberes del riu Algars és també molt elevada.